# フラッシュモブ

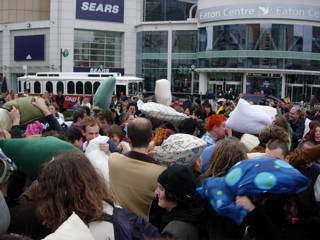
トロントで行われたピローファイトフラッシュモブ

フラッシュモブ（英: flash mob）とは、雑踏の中の歩行者を装って通りすがり、公共の場に集まり前触れなく突如としてパフォーマンス（ダンスや演奏など）を行って、周囲の関心を引いたのち解散する行為。ゲリラパフォーマンスの一種である。

## 概要
2000年代の電子掲示板やSNSの普及とともにフラッシュモブが現れ、拡大を続けてきた。狭義では政治的な意味合いを持つもの（デモ活動等）は含まれない。現代芸術的な様相を呈する場合もある。企画者がインターネット上や口コミで不特定多数の参加者に呼びかける際には、事前の準備に手間やコストがあまりかからないようにし、難しいテクニックを必要とせずに単純なパフォーマンスを求めるなどして、参加へのハードルが低いものとしていることが多い。
2003年5月にニューヨークでビル・ワジクが始めたのが最初と言われる。
日本においても各地で開催されるようになってきており、社会性や規模、クオリティなどからその一例として、2012年12月24日に羽田空港で行われた東北支援チャリティーイベント（指揮：山口健一）や、2013年8月11日に新宿で行われた世界平和コンサートへの道（指揮：柳澤寿男）、同年11月17日に福岡市で行われた800名の市民が参加した「福岡マラソンPR」の大型フラッシュモブなどが挙げられる。
また、フラッシュモブという言葉が未だ無い2000年代初頭から、匿名掲示板で集った人々により大規模オフと呼ばれるフラッシュモブに類似した行為（例えば吉野家オフやマトリックスオフやアニソンダンス）がたびたび行われ、話題となっている。
なお、街頭などで複数の人間が突然ダンスを踊りだす「ダンスフラッシュモブ」の略を指す場合もある。
SMAPの50枚目のシングル「Joy!!」のミュージックビデオでは、SMAPとダンサー1,000人によるフラッシュモブダンスが演出として使われた。
2014年に放送されている綜合警備保障 (ALSOK) のCMでは同社所属アスリートを中心としたフラッシュモブダンスを披露し、それを目にした外国人が「フラッシュモブ」の台詞を言うシーンも収録されている。